# Mike Hoffman
Michael Hoffman (nacido en Carolina del Sur, Estados Unidos) es un historietista estadounidense, especializado en el cómic de terror. Su obra abarca tanto cómics independientes como trabajos para DC Comics (en particular, en su línea Vertigo). 

## Carrera
Hoffman es un artista completamente independiente, que suele autopublicar sus trabajos. Entre su obra, destaca Minister Sinister, Madame Tarantula y Afrobat. Creador de la heroína/ científico loco Octavia, la ha convertido en protagonista de su propia serie de novelas gráficas, creadas en un estilo deliberadamente "retro" (similar al imperante en los años 60), como The Gemini Ring y The Ice Caves.
Adicionalmente, Hoffman colabora en la revista de terror Bloke's Terrible Tomb of Terror, con el guionista británico Jason Crawley "The Bloke". La revista homenajea las antiguas revistas Creepy y Eerie, publicadas por Warren en los años 70 y 80, con elementos innovadores.
Hoffman autopublica muchos libros dedicados al género de la fantasía: Odyssey, Oracle, Newspaper Girls y Lost Art: Fossils of the Floppy Age, y recientemente se ha dedicado a la animación, por medio de su DVD Monster University T.V. Special, basado en su trilogía de discos llamada Monster-Mash, cuya música escribe, graba e interpreta.
Adicionalmente, Hoffman publica libros y DVD de enseñanza sobre el mundo de los cómics, como Secrets of Drawing y Secrets of Fantasy Art, una línea de cartas de felicitación de Halloween, cartas coleccionables, clásicos ilustrados (como las primeras tres novelas de John Carter de Marte, de Edgar Rice Burroughs, o esculturas pintadas a mano.
Conocido por su gusto por la experimentación, eso no le ha impedido trabajar para DC Comics, en títulos como Batman, La Cosa del Pantano o Hellblazer. Sin embargo, Hoffman se convirtió en pionero dentro de la industria independiente al abandonar la editorial a mediados de los años 90 para autopublicar exclusivamente sus propios cómics.
Hoffman tiene su propia web personal, así como un blog, que actualiza periódicamente.